# Burstall, Saskatchewan
Burstall är en ort i Kanada.   Den ligger i provinsen Saskatchewan, i den södra delen av landet, 2 600 km väster om huvudstaden Ottawa. Burstall ligger 730 meter över havet och antalet invånare är 300.
Terrängen runt Burstall är platt, och sluttar norrut. Trakten runt Burstall är nära nog obefolkad, med mindre än två invånare per kvadratkilometer..
Trakten runt Burstall består i huvudsak av gräsmarker.